# Mark IV
Mark IV — британський важкий танк періоду Першої світової війни. Розроблений у 1917 році, він належав до родини важких танків, що мали характерний зовнішній вигляд у формі ромбоїда. Всього було виготовлено 1015 машин, а з 1918 року випускався більш досконалий Mark V.
Танк виготовлявся у двох варіантах: «самець», що мав дві 57-мм гармати в спонсонах на бортах і кілька кулеметів, і «самиця» з повністю кулеметним озброєнням.

## Історія створення
Танк Mk IV являв собою розвиток лінії англійських важких танків. У його конструкцію були внесені певні вдосконалення, продиктовані бойовим досвідом: товщина бортової броні збільшилася з 6 до 12 мм, а даху — до 8 мм, що підвищило захист екіпажу від бронебійних куль. На танках Mk IV вперше з'явилися кулемети «Льюіс», які мали повітряне охолодження ствола замість водяного, як у кулеметів «Віккерс». Проте нові кулемети швидко перегрівалися, а порохові гази заважали навідникам. На пізніших моделях встановлювалися кулемети «Гочкіс», що були позбавлені цієї вади, та гармата зі стволом, скороченим з 40 до 23 калібрів. Після цього вони вже не втикалися в землю (при проходженні перешкод) та не чіплялися за дерева та стіни будинків. Паливні баки розміщувалися поза корпусом між задніми гілками гусениць. Пальне подавалося під тиском, на вихлопну трубу поставили глушник. Ланцюгову передачу до ведучих коліс прикрили від бруду, гусениці зробили ширшими. Покращили оглядовий прилад механіка-водія: він став броньованою перфорованою плитою, що забезпечувала ефективніший захист від куль і рикошетів. Перші танки прибули на фронт у квітні 1917 року і вже 7 червня отримали бойове хрещення в бою за Мессін. У листопаді того ж року велика кількість цих танків (460 одиниць) узяли участь в битві при Камбре. Усього було випущено 1015 танків Mk IV. Їх виробництво припинилося в грудні 1917 року у зв'язку з появою Mk V.